# Közönséges erdeikáka
A közönséges erdeikáka (Scirpus sylvaticus) az egyszikűek (Liliopsida) osztályának perjevirágúak (Poales) rendjébe, ezen belül a palkafélék (Cyperaceae) családjába tartozó faj.
Nemzetségének a típusfaja.

## Előfordulása
A közönséges erdeikáka az északi félgömbön Európán és Ázsiában igen széles körben elterjedt. Írországtól Japánig megtalálható. Régebben fonóanyagként használták.

## Megjelenése
A közönséges erdeikáka 30-120 centiméter magas évelő növény, rövid, leveles sarjakkal. Gyöktörzse tarackos. Szára felálló vagy visszahajló, leveles, keresztmetszete tompán háromélű, belül üreges, sima vagy csupán a virágzat alatti részen kissé érdes. A szórt állású levelek csavarvonalba rendeződtek. A felső levelek levélhüvelyei zöldek, az alsóké sárgászöld vagy barna színűek. A levéllemez pázsitfűszerű, háromélű csúcsba fut, 8-16 milliméter széles, lapos. A levél széle és középere érdesen szőrös. A végállású virágzat alján 1-3 lomblevélszerű murvalevél ered, amelyek a virágzatnál nem vagy csak alig hosszabbak. A nagy ecsetvirágzat gazdagon, ziláltan ágas, áganként 2-9 csomósan elhelyezkedő füzérkével. A 10-20 virágú füzérkék feketés-zöldek, tojás alakúak, 3-4 milliméter hosszúak. A 2 milliméter hosszú pelyvák tojásdadok, tompák, rövid hegybe futók, gyengén ormosak, feketés-zöld színűek. A virágtakaró olyan hosszú, mint a termés, és 6, a hátán érdes sertéből áll. A virágokban három porzó és hárombibéjű bibeszállal rendelkező magház található. A termés körülbelül 1 milliméter hosszú, elliptikus vagy fordított tojás alakú, csúcsa rövid, színe sárgásfehér.
Összetéveszthető a hozzá hasonló, de ritka gyökerező erdeikákával (Scirpus radicans). A Scirpus radicans a közönséges erdeikákától abban különbözik, hogy leveles sarjai visszahajlanak, és csúcsukon legyökeresednek, hosszú nyelű füzérkéi egyesével állnak, a pelyvák nem ormosak és nem tüskés hegyűek, valamint a virágtakarót alkotó serték lényegesen hosszabbak.

## Életmódja
A közönséges erdeikáka tápanyagban gazdag mocsarak, mocsárrétek, láp- és ligeterdők lakója.
A virágzási ideje május–augusztus között van, szórványosan néha októberig is virágozhat.

## Képek

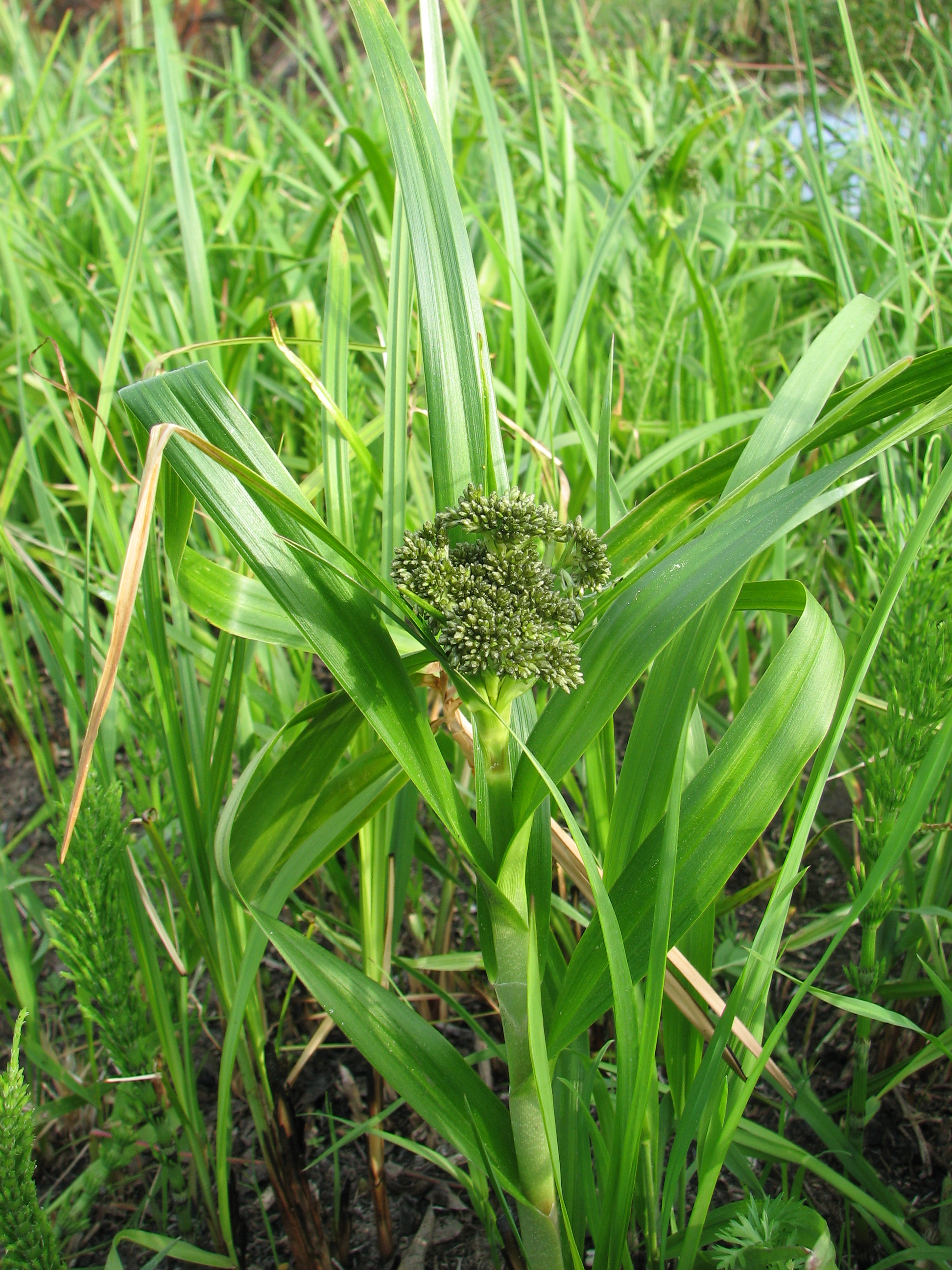
A növény
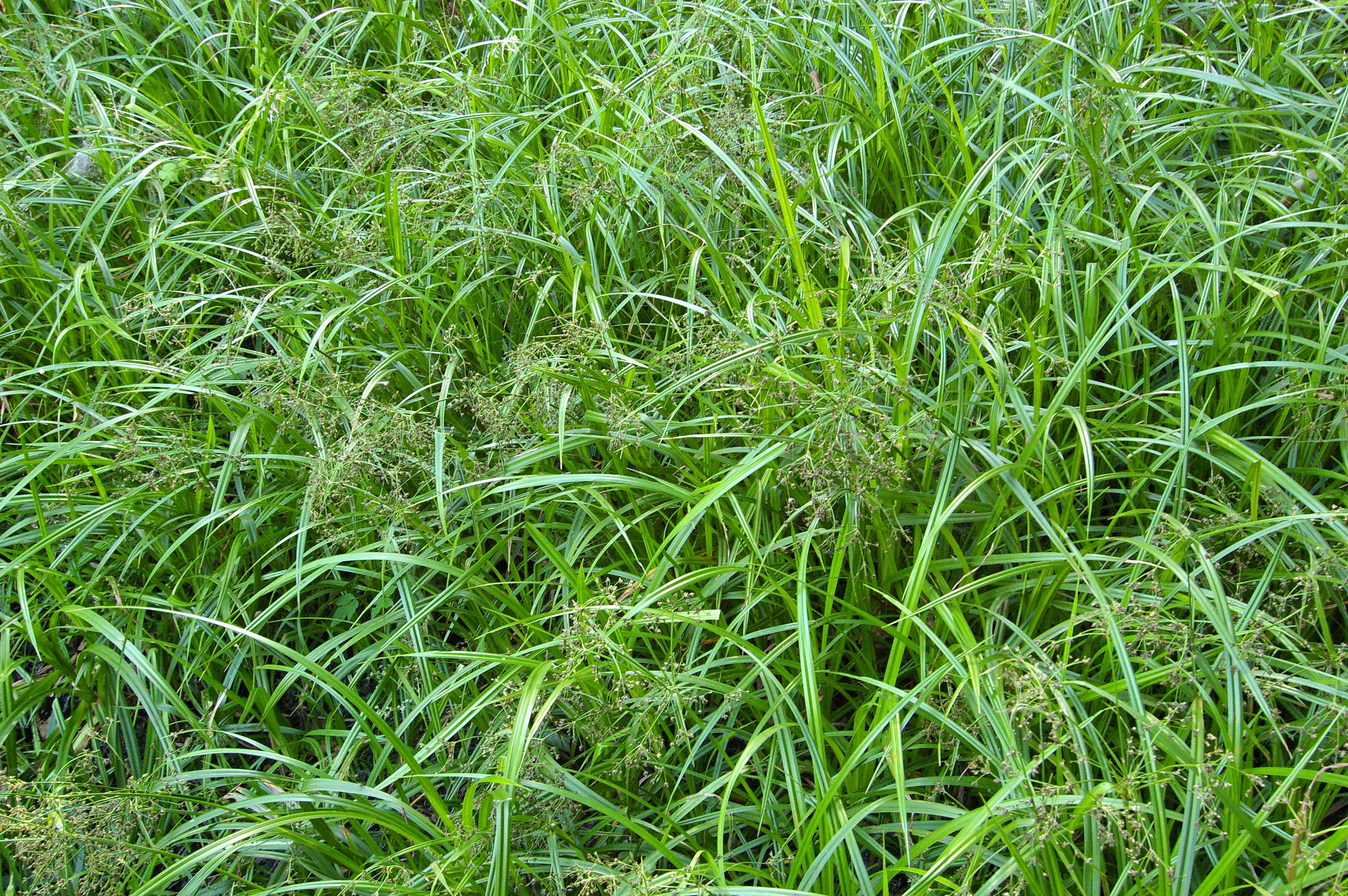
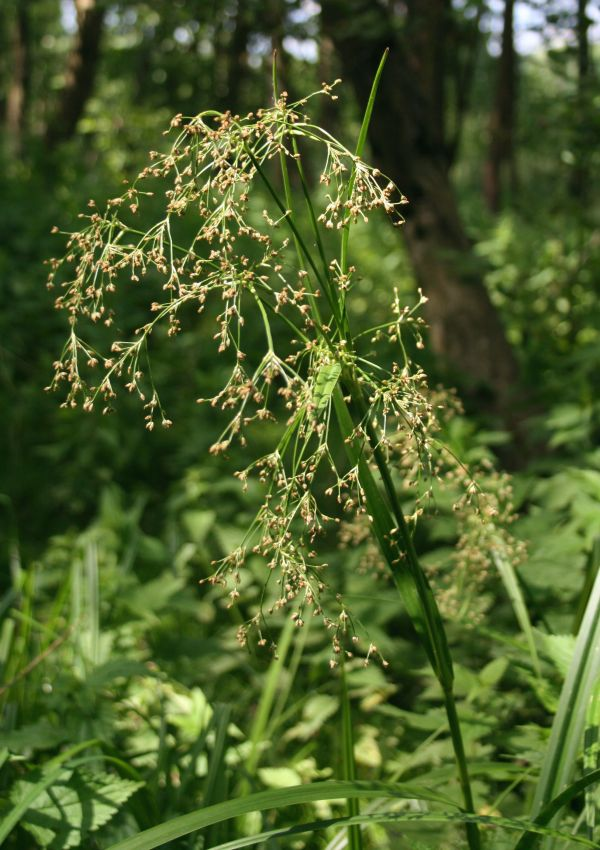
Virágzatai
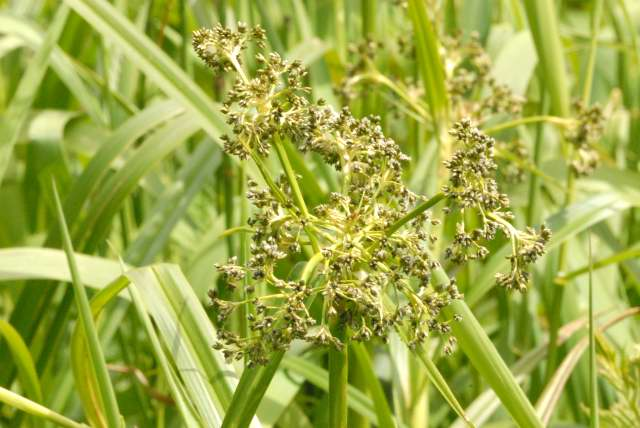
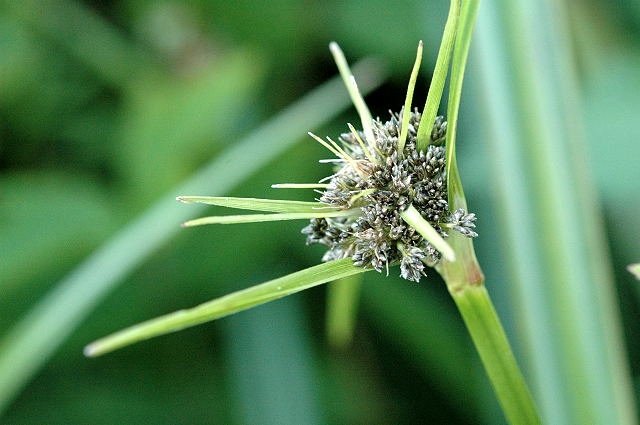
Termései
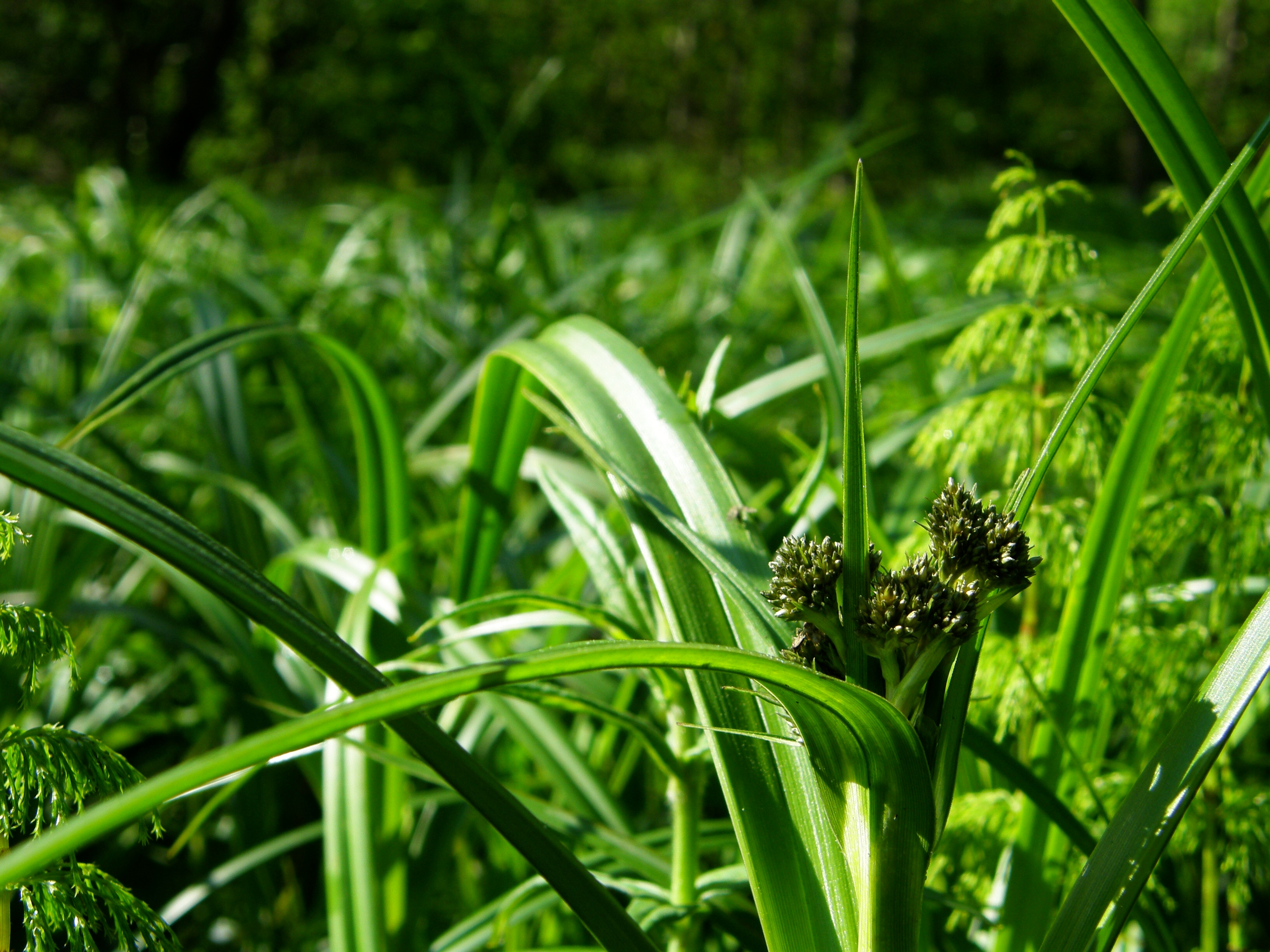
Levelei
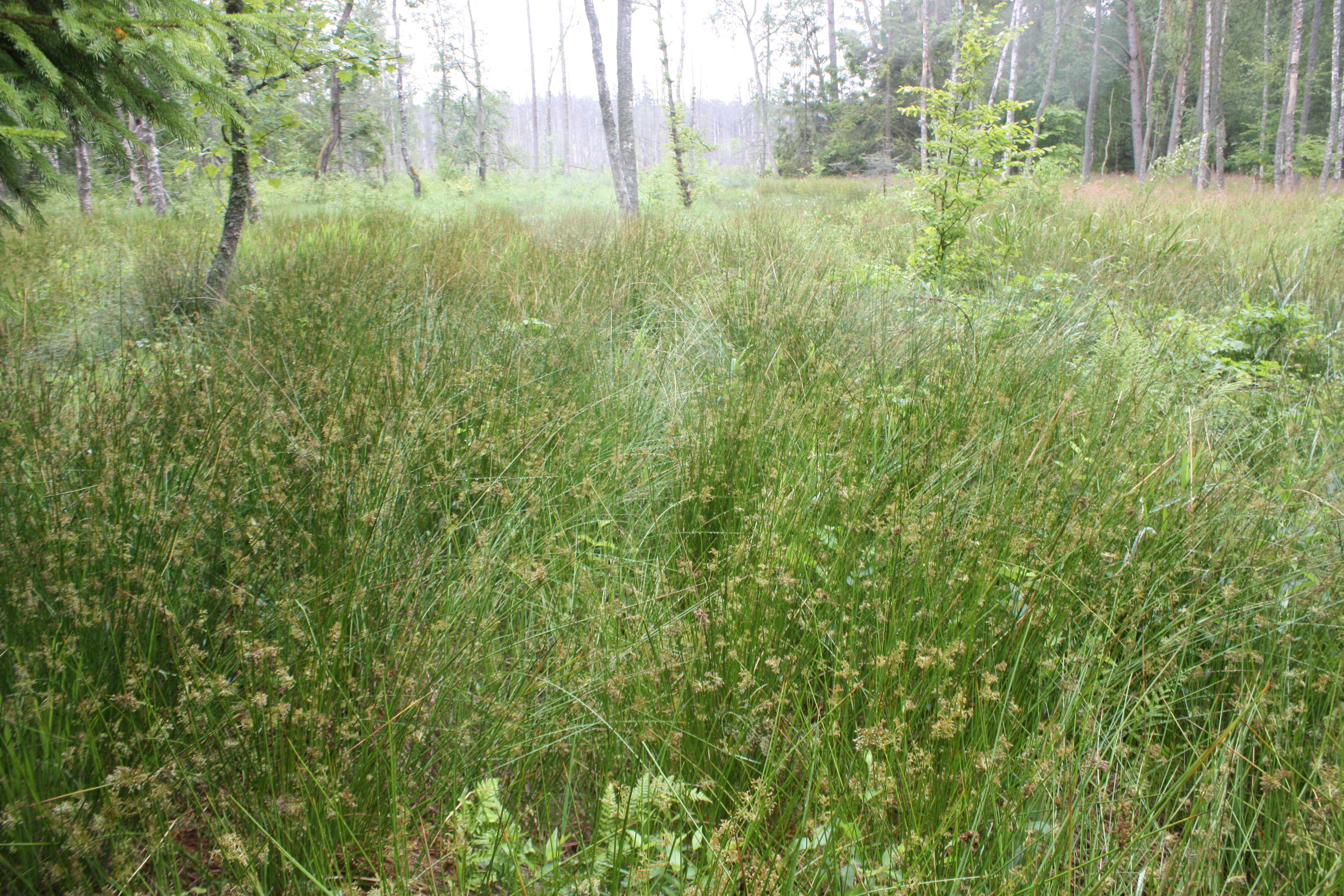
Telepe
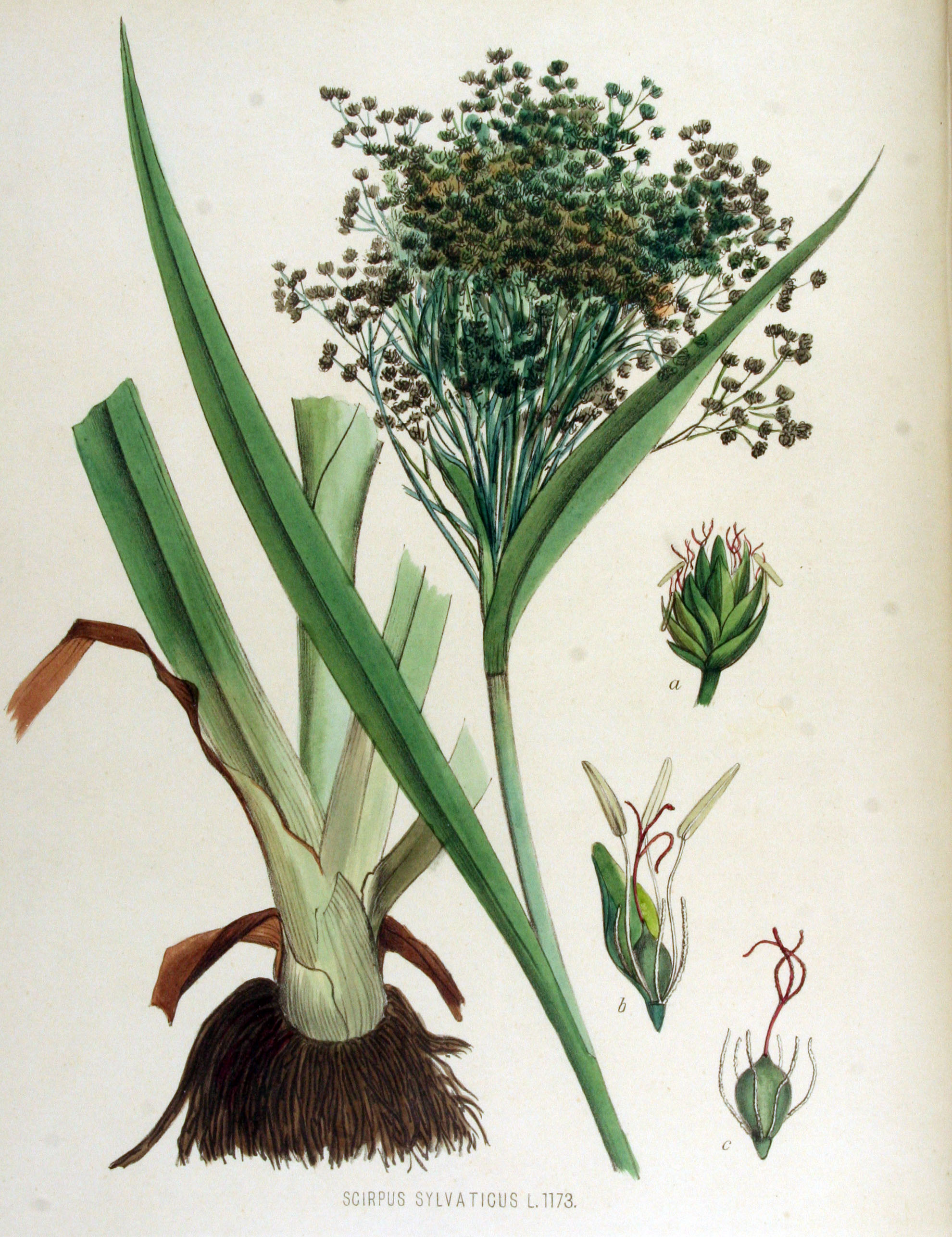
Rajz a növényről